# Greccio
Greccio est une commune italienne d'environ 1 550 habitants, située dans la province de Rieti, dans la région Latium, en Italie centrale.

## Étymologie
Un ancien document mentionne l'existence d'un bourg avec château au nom de Grecce ou Grezze ce qui fait penser à un lien possible avec la Grèce.  

## Géographie
Située sur les pentes du mont Lacerone, dans les Apennins, Greccio surplombe le fleuve Velino. Elle est distante d'environ 16 km de Rieti, la ville la plus proche.

## Crèche de Greccio
Greccio est le village où pour la première fois en décembre 1223 saint François d'Assise organise la première crèche vivante. De nombreux Chrétiens de la région se perdant dans l’aventure du pèlerinage à Bethléem et Jérusalem (territoire contrôlé alors par l'Empire ottoman), François d'Assise décide de créer un « Bethléem » en Italie pour les détourner d’un pèlerinage en Terre sainte trop risqué. 
Il choisit une grotte distante de quelques kilomètres de Greccio pour y élaborer sa première crèche vivante. Un bébé est déposé dans une crèche remplie de paille, un bœuf et un âne lui tenant compagnie. La nouvelle se répand au bourg proche et les villageois arrivent avec lumières et cierges. Un des frères franciscains célèbre la messe et François lui-même, ému jusqu’aux larmes, donne le sermon. Le récit en est fait par Thomas de Celano le biographe du saint.

## Patrimoine
- Le sanctuaire Saint-François est un couvent franciscain construit au-dessus de la grotte où François d'Assise élabora sa première crèche vivante. La chapelle moderne y attenante comprend une galerie supérieure où sont exposées des dizaines de crèches des quatre coins du monde, certaines traditionnelles d’autres modernes. Faites de matériaux divers (verre, bois, terre, céramique, bronze), certaines très simples, d’autres élaborées, elles expriment dans une grande variété culturelle le même émerveillement devant le mystère de la naissance de Jésus à Bethléem.
- La ville possédait un château qui a disparu, excepté une tour simple, qui est maintenant le clocher de l'église de S. Michele.

## Administration
La ville actuelle de Greccio se dépeuple et les fonctions administratives de la commune sont décentralisées.
| Période                                  | Période  | Identité       | Étiquette | Qualité |
| ---------------------------------------- | -------- | -------------- | --------- | ------- |
| 16 juin 2004                             | En cours | Antonio Rosati |           |         |
| Les données manquantes sont à compléter. |          |                |           |         |

### Communes limitrophes
Contigliano, Cottanello, Rieti, Stroncone (TR)